# Коритник
Коритник е планина в североизточна Албания и югозападно Косово. Издига се на 2393 м надморска височина, като планината дава много притоци на Бели Дрин.

## Други
На Коритник е наречена улица в квартал „Банишора“ в София (Карта).